# 磯村英一
磯村 英一（いそむら えいいち、1903年1月10日 - 1997年4月5日）は、日本の社会学者（都市社会学）。(旧)東京都立大学名誉教授、元東洋大学学長。

## 来歴
東京府荏原郡品川町（現・東京都品川区）出身。父は実業家の磯村源透、母はNHK朝の連続テレビ小説『はね駒』のモデルとなった新聞記者の磯村春子。
品川尋常小学校（現・品川区立品川学園）在学中、隣家が富裕な新平民（被差別部落民）だったことで部落問題に出会う。旧制芝中学校を卒業後、家計の貧しさから旧制高等学校進学を断念し、東京外国語学校露語科在学中、学生運動を通じて田原春次と親しくなる。東京帝国大学文学部社会学科卒業。
第二次世界大戦前後には東京府に公務員として勤務。1943年7月1日の東京都制施行と同時に渋谷区長に就任し、1945年12月まで務めた。
1953年に東京都庁退職後には学究生活に転じる。後に国際東アジア研究センター名誉所長、(旧)東京都立大学名誉教授、東洋大学学長などを歴任した。

## 経歴
- 1928年 - 東京帝国大学文学部社会学科卒業
- 1936年 - ベルリンへ留学
- 1943年 - 東京都渋谷区区長就任
- 1945年 - 東京都渋谷区区長退任
- 1948年 - 東京都民政局長
- 1952年 - ボストン大学客員教授
- 1953年 - 都庁退職。東京都立大学教授
- 1959年 - ハーバード大学客員教授
- 1966年 - 東洋大学教授
- 1968年 - 世界エキスティックス学会会長
- 1969年 - 東洋大学学長
- 1969年 - 同和対策協議会委員
- 1979年 - 日本都市学会会長
- 1985年 - 地方自治経営学会会長
- 1989年9月 - ペンシルベニア大学協同研究施設国際東アジア研究センター初代所長（1995年6月まで）
- 1990年 - もやいの会会長
- 1992年10月 - 東京都目黒区名誉区民顕彰[4]
- 1992年～1997年 - 財団法人人権教育啓発推進センター理事長

## 著作
- 区の研究 （市政人社 1936年）
- 厚生運動概説 社会事業叢書 第13巻 （常磐書房 1939年）
- 都市の発達 （六三書院（学級文庫）1950年）
- 都市社會學 （有斐閣 1953年）
- 社会病理学 （有斐閣 1954年）
- 都市と村の生活 （三十書房 (私たちの社会科教室) 1957年）
- スラム 家なき町の生態と運命 （大日本雄弁会講談社（ミリオン・ブックス） 1958年）
- 性の社会病理 日本の売春にみるもの （講談社（ミリオン・ブックス） 1958年）
- 都市社会学研究 （有斐閣 1959年）
- 心中考 （講談社（ミリオン・ブックス） 1959年）
- とうきょう心得帳 1,000万人をめぐる現実譚 （冨山房 1962年）
- 明日の都市問題 （ダイヤモンド社 1963年）
- 変わる地方都市 都市化日本の顔 （日本経済新聞社/新書 1964年）
- 東京都知事 （潮出版社/新書 1966年）
- 東京を築いた人々 （さ・え・ら書房（伝記ライブラリー） 1967年）
- 地方自治を考える （日本経済新聞社・新書 1967年）
- 都市と村の生活 （国土社（社会科学習シリーズ） 1968年）
- 人間にとって都市とは何か （日本放送出版協会（NHKブックス） 1968年）
- 現代の都市と政策 危機の空間から解放の空間へ （ぺりかん社 1969年）
- 日本のメガロポリス その実態と未来像 （日本経済新聞社 1969年）
- 都市と人間 都市社会学研究ノート （大明堂 1970年）
- 東京はよみがえるか 遷都論批判 （日本経済新聞社・新書 1973年）
- 都市学 （良書普及会 1976年）
- 都市憲章 （鹿島出版会 1978年）
- 都市政策 （良書普及会 1978年）
- コミュニティと地方自治 （ぎょうせい 1978年）
- 地方の時代 創造と選択の指標 （東海大学出版会 1980年）
- 人生社会学20の章 （毎日新聞社 1981年）
- 都市政策論 （学陽書房 1981年）
- 同和問題と同和対策 （解放出版社 1982年）
- 都市問題の系譜 （東海大学出版会 1982年）
- 人権問題と同和教育 （解放出版社 1983年）
- 住まいの社会学20の章 （毎日新聞社 1984年）
- 同和問題と人権啓発 （解放出版社 1985年）
- 私の昭和史 （中央法規出版 1985年）
- 実録はね駒 “女"を先駆けた磯村春子の生涯 （開隆堂出版 1986年）
- 東京遷都と地方の危機 （東海大学出版会 1988年）
- 現代の人権論 四代にわたる人権の足跡 （明石書店 1989年）
- 磯村英一都市論集 （有斐閣 1989年）
- 都市問題読本 21世紀への新しい提言 vol.1 （ぎょうせい 1991年）
- 人権の“ふるさと"同和問題 （明石書店 1992年）
- 21世紀への都市像 （ぎょうせい 1993年）
- 終戦五十年の秘話 （明石書店 1995年）
- 未来の都市への挑戦 （ぎょうせい 1997年）

## 共編著
- 現代家族講座 （全6巻 川島武宜、小山隆共編 河出書房 1955年-1956年）
- 都市経営 （小倉庫次共編 誠信書房 1955年）
- 社会の教室 （編 有斐閣 1956年）
- 地方自治読本 （星野光男共編 東洋経済新報社 (読本シリーズ) 1957年）
- 親に問題がある 家庭教育に関する六十三条 （萱沼素共著 刀江書院 1959年）
- 釜ケ崎 スラムの生態 （木村武夫、孝橋正一共編 ミネルヴァ書房 1961年）
- 日本のスラム その生態と分析 （誠信書房 1962年）
- 現代都市問題 （有斐閣 (らいぶらりいしりいず 別冊) 1962年）
- 都市問題事典 （鹿島研究所出版会 1965年）
- 都市問題概説 （黒沼稔共著 鹿島研究所出版会 1967年）
- 現代都市の社会学 （鹿島出版会 1977年）
- 国立国会図書館の課題 （松浦総三共編 白石書店 1979年）
- コミュニティの理論と政策 （東海大学出版会 1983年）
- 同和行政論 1-5 （明石書店 1983年-1986年）
- マスコミと差別語問題 （福岡安則共編 明石書店（解放社会学双書）1984年）
- 現代世界の差別問題 （明石書店 (世界差別問題叢書） 1985年）
- やさしい同和問題の知識 （明石書店 1986年）
- 現代の人権と同和問題 （宮崎繁樹共編 明石書店 1996年）

## 翻訳
- 母を救へ 母性保護教程 （エステル・シルヴィア・パンカースト 牧賢一共訳 東治書院 1933年）
- 新世界史読本 （アルフレツド・バートン 同人社 1934年）
- 現代の都市 都市社会学序説 （S.リーマー 奥田道大共訳 誠信書房 1959年）
- 都市生活 その社会学 （T.L.スミス、C.A.マクマハン 佐藤文男、山口透共訳 誠信書房 1961年）
- 新しい都市の未来像 エキスティックス （C.A.ドクシアディス 鹿島研究所出版会 1965年）
- 未来の大都市 （ロイド・ロドウィン編 紀伊国屋書店 1967年）
- 人間環境の未来像 （W.R.イーウォルド 星野郁美共訳 鹿島研究所出版会 (SD選書) 1968年）
- 都市調査と政策計画 （レオ・F.シノア、H.フェーギン編 鹿島研究所出版会 1970年）
- 都市政策 開発戦略の事例研究 （ロイド・ロドウィン 学陽書房 1975年）
- 人間と居住 人間は地球にどう住むか （バーバラ・ウォード 駒井洋共訳  日本経営出版会 1977年）